# Англицизам
Англицизми су речи преузете из енглеског језика и прилагођене неком другом језику. Англицизам је свака реч преузета из енглеског језика која означава неки предмет, идеју или појам као саставне делове енглеске цивилизације; она не мора бити енглеског порекла, али мора бити адаптирана према саставу енглеског језика и интегрисана у енглески вокабулар. Посебно их користе адолесценти због утицаја енглеског језика и англофоне културе у области информатике, музике и филма.